# Pháp xâm lược Thụy Sĩ
Cuộc xâm lược Thụy Sĩ của Pháp (tiếng Đức: Franzoseneinfall) xảy ra từ tháng 1 đến tháng 5 năm 1798 như một phần của Chiến tranh Cách mạng Pháp. Liên bang Thụy Sĩ Cũ độc lập sụp đổ sau cuộc xâm lược và các cuộc nổi dậy nội bộ đồng thời được gọi là "Cách mạng Helvetic". Các thể chế chế độ cũ của Thụy Sĩ đã bị bãi bỏ và thay thế bằng Cộng hòa Helvetica tập trung, một trong những nước cộng hòa chị em của Đệ nhất Cộng hòa Pháp.

## Bối cảnh
Trước năm 1798, bang Vaud hiện đại thuộc về bang Bern và có tư cách chủ thể. Hơn nữa, phần lớn người Vaudois nói tiếng Pháp cảm thấy bị áp bức bởi Bern nói tiếng Đức. Một số người yêu nước Vaudois như Frédéric-César de La Harpe ủng hộ độc lập. Năm 1795, La Harpe kêu gọi đồng bào của mình nổi dậy chống lại giới quý tộc Bernese, nhưng lời kêu gọi của ông không thành công, và ông phải chạy trốn đến nước Pháp, nơi ông tiếp tục hoạt động của mình.

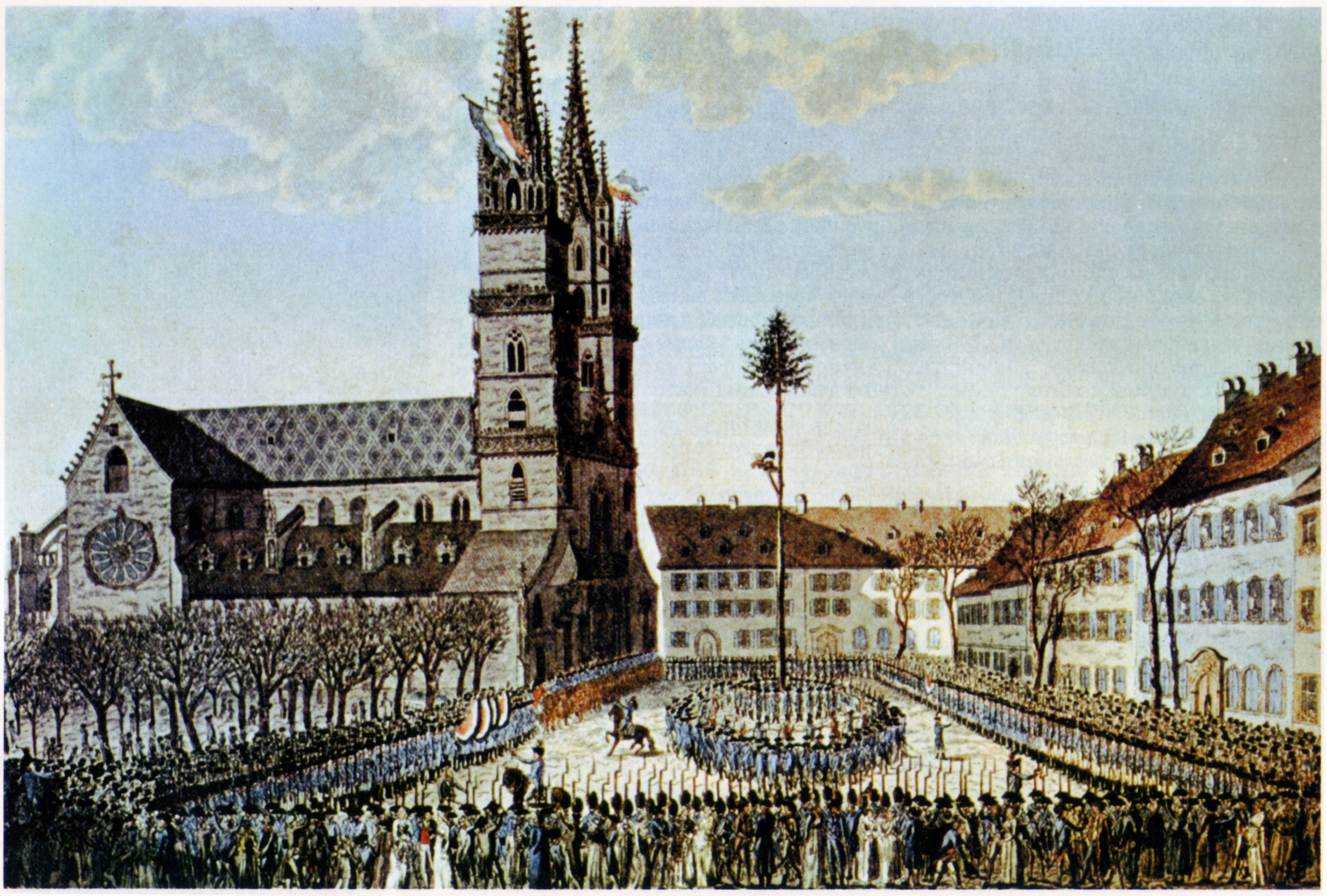
Cây tự do được dựng lên ở Basel. Hành động này được lặp lại ở những nơi khác của Thụy Sĩ để tượng trưng cho cuộc cách mạng và giải phóng.

Cuối năm 1797, tướng Pháp Napoléon Bonaparte, người vừa chinh phục thành công miền bắc nước Ý và thành lập Cộng hòa Cisalpine, ép Bộ chỉ huy Pháp chiếm đóng Thụy Sĩ. Mục tiêu chính của Pháp trong cuộc xâm lược là đảm bảo quyền tiếp cận miền bắc nước Ý thông qua các đèo Alpine, đồng thời cung cấp nỗ lực chiến tranh và sử dụng tiềm năng quân sự của Thụy Sĩ làm mục tiêu phụ. Do những biến động chính trị và xã hội trong nước, Liên bang không thể đạt được thỏa thuận với Pháp cũng như không thể tổ chức kháng chiến. Vào tháng 9 năm 1797, tình hình Thụy Sĩ càng trở nên trầm trọng hơn khi François Barthélemy bị loại khỏi đốc chính, người đã bảo vệ một quan điểm có lợi cho Liên bang.
Vào ngày 10 tháng 10 năm 1797, Valtellina, Chiavenna và Bormio, các thuộc địa của Liên minh Tam Vương triều, nổi dậy và với sự hỗ trợ của Pháp đã ly khai khỏi Liên bang để gia nhập Cộng hòa Cisalpine. Vào tháng 12, phần phía nam của Hoàng tử-Giám mục Basel bị chiếm đóng và sáp nhập vào Pháp. Chẳng bao lâu sau, 10.000 quân Pháp đã tập trung gần Geneva. Bầu không khí bên trong Thụy Sĩ đã thay đổi đáng kể do những diễn biến này, và nhiều người yêu nước thân Pháp hy vọng cũng như những người bảo thủ chống Pháp lo ngại rằng Cách mạng giờ đây sẽ lan sang phần còn lại của Liên bang, dù có hoặc không có sự can thiệp trực tiếp của quân đội Pháp. Pháp lợi dụng sự bất mãn của giới tinh hoa nông thôn ở các vùng phụ thuộc và tầng lớp công dân Khai sáng ở các bang để kích thích hưng phấn cách mạng.
Sự kiện đầu tiên của cái được gọi là Cách mạng Helvetic xảy ra với một cuộc nổi dậy của những người yêu nước ở Liestal thuộc bang Basel vào ngày 17 tháng 1 năm 1798. Những người nổi dậy đòi bình đẳng trước pháp luật, dựng lên một cây tự do và đốt cháy ba lâu đài Vogtei vào ngày 23 tháng 1 . Vào ngày 24 tháng 1, tầng lớp tinh hoa đô thị của Vaud tuyên bố Cộng hòa Lemanic (République lémanique) tại Lausanne, nơi trở thành trụ sở chính phủ. Tiếp theo, công dân và thần dân ở vô số thành phố, bang của Thụy Sĩ và các vùng phụ thuộc của họ nổi dậy, và sau tấm gương của Vaud, hơn 40 nền cộng hòa tồn tại ngắn ngủi khác đã được tuyên bố vào tháng Hai, tháng Ba và tháng Tư trên khắp đất nước.

## Cuộc xâm lược
Theo lời mời của Cộng hòa Lemanic, 12.000 quân Pháp dưới sự chỉ huy của Tướng Philippe Romain Ménard đã xâm lược Vaud vào ngày 28 tháng 1. Một vụ việc xảy ra vào ngày 25 tháng 1, trong đó hai kỵ binh Pháp bị lính Thụy Sĩ giết chết ở Thierrens, được coi là một cái cớ. Họ chiếm đóng Vaud mà không gặp phải sự kháng cự nào và được người dân cổ vũ khi quân Bern rút lui về khu vực Murten và Fribourg. Đội quân thứ hai dưới sự chỉ huy của Tướng Balthazar Alexis Henri Schauenburg tiến từ Mont-Terrible, cựu Hoàng tử-Giám mục của Basel, về phía Bern và yêu cầu chính phủ của họ đưa các đảng cách mạng thân Pháp lên nắm quyền. Người dân Bern từ chối làm như vậy đã bị người Pháp lợi dụng để biện minh cho chiến tranh. Thống chế Bernese Karl Ludwig von Erlach được bổ nhiệm làm chỉ huy tối cao của tất cả các lực lượng Thụy Sĩ, trong khi Tướng Guillaume Brune giữ chức vụ tương đương đối với các lực lượng Pháp.
Giao tranh bắt đầu vào ngày 1 tháng 3, và ngày hôm sau xảy ra các trận chiến xung quanh Lengnau, Grenchen và trong rừng Ruhsel giữa Alfermée và Twann, kết thúc bằng sự đầu hàng của bang Solothurn. Vào ngày 4 tháng 3, chính phủ Bern đầu hàng, tuy nhiên quân đội của họ vẫn tiếp tục chống lại bước tiến của quân Pháp. Ngày hôm sau, người Bern bị đánh bại tại Fraubrunnen và người Pháp giành được chiến thắng quyết định trong Trận Grauholz, xác nhận sự ly khai của Vaud. Schauenburg sau đó nhận được văn bản đầu hàng được ký một ngày trước đó bởi Karl Albrecht von Frisching, lãnh đạo Đảng Cải cách thân Pháp, người được bổ nhiệm làm người đứng đầu chính phủ lâm thời mới. Erlach, người có ý định tiếp tục kháng cự sau khi rút lui khỏi Grauholz, đã bị chính binh lính của mình sát hại gần Wichtrach, những kẻ nhầm anh ta là kẻ phản bội. Chiến thắng của người Bernese tại Neuenegg vào ngày 5 tháng 3 đã ngăn chặn bước tiến của quân Pháp từ phía nam qua Murten và Freiburg, không ảnh hưởng gì đến kết quả của cuộc chiến. Bern bị thiệt mạng 700 người trong cuộc giao tranh, trong khi tổn thất của quân Pháp vẫn chưa rõ.
Sự đầu hàng của Bern đã dẫn đến nhiều sự phụ thuộc hơn nữa trên khắp Thụy Sĩ và tuyên bố mình là những nước cộng hòa độc lập. Tuy nhiên, Ban chỉ đạo mong muốn có một nhà nước cộng hòa trung tâm duy nhất ở biên giới phía đông nước Pháp, chứ không phải hàng chục nhà nước nhỏ, và hướng tới (tái) thiết lập sự đoàn kết dân tộc, mặc dù lần này có sự bình đẳng cho tất cả các phân khu của nó. Một Hiến pháp mới đã được Peter Ochs viết ở Paris và được Ban Giám đốc phê duyệt. Nhiều phiến quân Thụy Sĩ ghét nó, và Công ước Quốc gia ở Basel đã thông qua một phiên bản sửa đổi, sau đó được nhiều đơn vị khác áp dụng, nhưng chính phủ Pháp nhất quyết giữ nguyên bản gốc. Đề xuất của Brune vào ngày 16 và 19 tháng 3 nhằm chia Thụy Sĩ thành ba nước cộng hòa (Tellgovie, Hélvetie và Rhodanie) cũng bị bác bỏ.

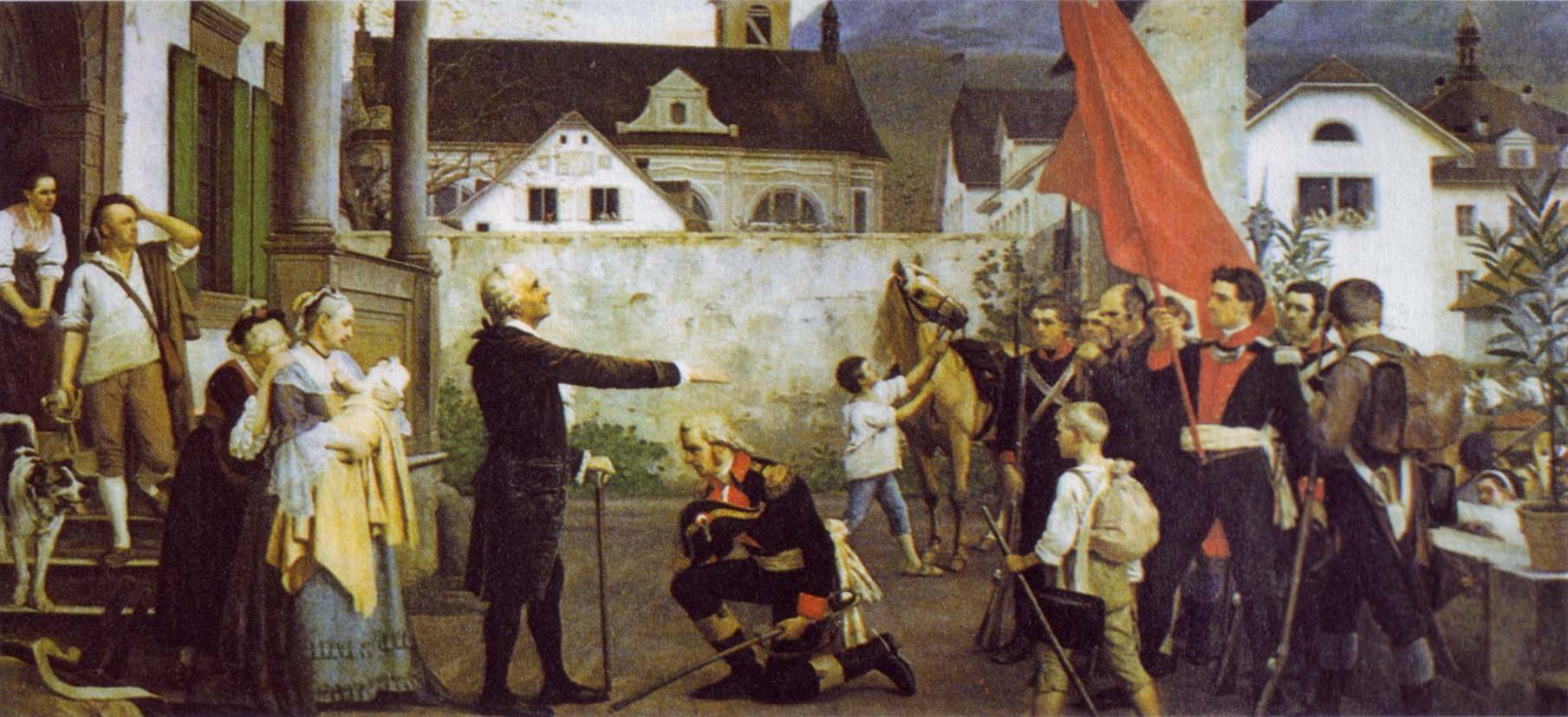
Alois von Reding nhận được lời chúc phúc của cha trước khi hành quân chống Pháp, bởi August Weckesser

Vào ngày 12 tháng 4 năm 1798, 121 đại biểu bang tuyên bố Cộng hòa Helvetic, một quốc gia phụ thuộc của Chính quyền Cách mạng Pháp. Chế độ mới bãi bỏ chủ quyền bang và chế độ phong kiến, thành lập một nhà nước thống nhất dựa trên các ý tưởng của Cách mạng Pháp. Sau đó, các bang Schwyz, Nidwalden và Uri ở miền Trung Thụy Sĩ đã bác bỏ hiến pháp Helvetic. Họ đã có thể tập hợp khoảng 10.000 binh sĩ, dưới sự chỉ huy của Alois von Reding, Landeshauptmann của Schwyz. Lực lượng của họ phân tán trên một tuyến phòng thủ dài từ Napf đến Rapperswil. Reding nắm quyền kiểm soát Lucerne và tiến qua Đèo Brünig vào Bernese Oberland, nhưng Schauenburg đã phát động một cuộc phản công về phía Schwyz từ Zürich bị chiếm đóng, di chuyển qua Zug, Lucerne và Đèo Sattel. Zug và Lucerne đầu hàng, và ngay sau đó là Glarus theo sau sau khi chiếm được Rapperswil và các trận chiến gần Wollerau. Quân của Reding phải rút lui sau thất bại tại Schindellegi, và mặc dù giành chiến thắng tại Rothenthurm nhưng họ không thể lật ngược tình thế. Vào ngày 4 tháng 5, Landsgemeinde của Schwyz đã từ bỏ cuộc chiến. Ấn tượng trước sự kháng cự của người dân miền trung Thụy Sĩ, người Pháp đã ban cho họ những điều kiện đầu hàng nhẹ nhàng và cho phép họ được giữ vũ khí.
Sự kiện cuối cùng trong cuộc xâm lược của Pháp là cuộc nổi dậy thành công ban đầu ở Thượng Valais, bị đàn áp vào cuối tháng 5. Cuộc nổi dậy Nidwalden, một giai đoạn liên quan đến cuộc xâm lược mặc dù khác biệt với nó, diễn ra vào tháng 9 năm 1798 và bị người Pháp dưới thời Schauenburg dập tắt, khiến khoảng 100 người ở cả hai bên thiệt mạng, cùng với 300 thường dân bị thảm sát.

## Kết quả
Cuộc xâm lược đã làm căng thẳng Hiệp ước Campo Formio vừa được ký kết (18 tháng 10 năm 1797), hiệp ước đã kết thúc Chiến tranh của Liên minh thứ nhất chống lại Pháp. Giờ đây, các chế độ quân chủ châu Âu một lần nữa lo sợ nước Pháp cộng hòa đang mở rộng sự thống trị trên lục địa nên phải phản đối và đẩy lùi. Cuộc chinh phục Thụy Sĩ của Pháp, nơi đã duy trì tính trung lập kể từ khi Cách mạng Pháp bùng nổ, là một trong những lý do hình thành Liên minh thứ hai, và sẽ chứng kiến quân đội Áo-Nga tiến hành cuộc chinh phục Ý và Thụy Sĩ vào năm 1799 và 1800.